# 刑警本色
《刑警本色》是中国大陆1999年出品的电视剧。由王志文、李幼斌等主演。本剧由真实案例改编，通过公安刑警与犯罪团伙的斗争，折射了社会变革对人们思想、心态情感和事业上的影响，并反映了公安系统内部出现的腐败情况。同时也热情讴歌了一批刑警在打击犯罪、反对腐败的过程中对国家、法律的忠诚以及英勇无畏的精神。

## 剧情
萧文、张平、常闯分到刑警队，潘荣当他们的师傅。潘荣带他们处理的第一案子是绑架案，被绑架的是江洲宾馆公关部的女经理梅莉。萧文一枪解决了绑架者。周诗万的舅舅孙启泰是个负责拆迁的局长，在舅舅的帮助下，周诗万开办了江南建筑装饰公司。
后来萧文去了行政科，行政工作干得不错，可他还是想当刑警。在冯局长和张平的支持下，萧文重回刑警队伍，可他已无官职，是去北海从事外围侦察工作。江洲市暴力犯罪骤然增加，警力不足，使负责刑侦工作的潘荣承受了巨大的压力。迫于情势和常闯求情，潘荣同意重新起用萧文回刑警队当队长。罗阳接连制造几起枪击案，使他一时间名声大振，被人称作“江洲第一杀手”。萧文重回刑警队的消息让黑道上的人都小心起来，罗阳也感到了压力。周诗万趁机拉拢罗阳。罗阳为报答周诗万，持枪到交通乡争夺火葬场工程，与对方发生冲突，混乱中枪杀王国超兄弟。周诗万虽不满意，但事情闹的太大，还是将罗阳送到省城郑海处躲藏起来。萧文接到报案赶到现场，发现又是“五四”式手枪，并据目击者称，开枪者叫罗阳。萧文将几起案件串联起来，认定都是罗阳所为。决定以罗阳为突破口，以这几起枪击案为线索，抓捕罗阳。
周诗万探听到被捕的宋涛要吐口了，下令杀掉宋涛！罗阳、马卫东潜入了医院，乱枪打死宋涛，然后迅速逃离现场，被一直等候在外的梅英接走。梅英听到姐姐梅莉的死讯后，自愿当了警方的线人。后来梅英身份暴露，周诗万派肖丽萍杀害了梅英。最终罗阳被萧文击伤抓捕，马卫东趁乱逃跑。龙辉、马卫东去暗杀罗阳，马卫东被萧文击毙，龙辉逃走，在寒江码头，龙辉被击毙。
周诗万与陈树明部署暗杀的萧文计划，并把常闯和周莲关押起来。常闯和周莲逃了出去。常闯拨通萧文的电话提醒他小心周诗万的暗算。陈树明、潘誉向萧文开枪。混乱中，萧文手枪被击落，常闯及时赶到并与萧文联手。突然周诗万的冷枪射向了萧文，常闯保护了萧文，自己却永远地闭上了双眼。陈树明被捕。为了保住自己，潘荣秘密约见肖丽萍给她一瓶剧毒的氢化钾让她除掉周诗万，而肖丽萍用鼠药替换了氢化钾，把鼠药到进了周诗万的酒里。萧文、张平拿到周诗万的化验结果，不间断地提审肖丽萍，让潘荣有些坐不住了，他除掉了肖丽萍。经过调查，查出潘荣派人送来过两件衬衣上有氢化钾，潘荣不想接受审判开枪自杀。

## 演职表

### 职员表
- 出品人：关海龙、郑全刚
- 制作人：陈劲涛、石兆琪
- 监制：沈沛
- 导演：张建栋
- 摄影：甘露
- 美术设计：余强
- 原著/编导：张成功
- 公安顾问：赵正永

### 演员表
- 王志文 饰 萧文
- 李幼斌 饰 周诗万
- 常戎 饰 常闯
- 陈大伟 饰 张平
- 王奎荣 饰 潘荣
- 杨子骅 饰 宋涛
- 李煜 饰 梅莉
- 李晨 饰 梅英
- 段奕宏 饰 罗阳
- 刘威 饰 郑海
- 高明 饰 冯局长
- 郭霄珍 饰 刘泷
- 孟蕾 饰 周莲
- 刘丹 饰 肖丽萍
- 马魁 饰 潘誉
- 石兆琪饰 叶贯武
- 关海龙 饰 王昌蒲
- 侯传杲 饰 马卫东
- 万济民 饰 陈树明
- 宋福森 饰 龙辉

## 主题曲
片尾曲：我不能输
词作者：姜目
曲作者：王晓峰
演唱者：王志文

## 故事原型
《刑警本色》改编自真实案例，即1994年发生在四川省内江市连续发生多起枪击爆炸案。1994年5月6日，内江黑帮陈树明团伙在内江市中区公园街"金泰王俱乐部"与黑帮孙涛团伙发生火拼，其中一方突然引爆一颗自制炸弹，当场炸伤数十人。5月7日，陈树明打探到孙涛住在市中区第一人民医院外科大楼，遂请王建宾、罗阳、汪卫东等人帮自己"复仇"。5月8日下午，王建宾、罗阳、汪卫东等人携手枪冲进外科大楼，在二楼过道上与孙涛碰面，王建宾首先开火，三人连发19枪，将孙涛杀死后潜逃。11月20日，罗阳落网；1995年9月16日，汪卫东被内江警方擒获。本剧播出后，2000年12月19日15时许，最后一名逃犯潜逃6年的王建宾被成都市公安局刑警支队擒获。

## 人物简介
- 萧文：江州市刑警队长，正直善良且疾恶如仇。
- 周诗万：表面身份江州市江南公司老板，实为江州市黑社会老大。
- 常闯：刑警队副队长，为保护萧文而殉职。
- 张平：江州市公安局副长后任局长，与萧文常闯是同学，为人正直。
- 潘荣：江州市公安局副长，后堕落为黑社会保护伞，最后自杀。
- 宋涛：社会混混，后在医院被周诗万派杀手用乱枪打死。
- 梅莉：萧文的爱人，酒店公关经理，为追赶弟弟被车撞死。
- 梅英：梅莉的弟弟，因姐姐遇难成为萧文的眼线，后遇害。
- 罗阳：周诗万的杀手，杀死宋涛，后被捕判处死刑。
- 郑海：省城黑社会老大，周诗万的兄弟。
- 冯局长：江州市公安局长，为人正派，支持萧文。
- 周莲：周诗万的妹妹，常闯的爱人，常闯殉职后远赴法国。
- 肖丽萍：周诗万秘书兼情人，被潘荣用毒计杀死。
- 潘誉：潘荣的弟弟，曾抢夺巡警枪支，后被捕。
- 叶贯武：原江州市另一黑道头目，后金盆洗手并为警方提供情报。
- 王昌蒲：省公安厅刑侦处副长，后任处长。
- 马卫东：周诗万手下杀手，在医院刺杀被捕的罗阳时被萧文和王昌蒲联手击毙。
- 陈树明：周诗万手下，后被捕判处死刑。

## 获奖情况
2000年，电视剧《刑警本色》获得第十八届中国电视金鹰奖最佳长篇电视剧，最佳剪辑（刘芳），最佳男主角（王志文），最佳男配角（李幼斌）。